# Peter Allam
Peter Allam, né le 25 juillet 1959 à Christchurch (Dorset), est un skipper britannique.

## Carrière
Peter Allam participe aux Jeux olympiques de 1984 à Los Angeles et remporte la médaille de bronze dans l'épreuve du Flying Dutchman.